# Mansión Palmer
La Mansión Palmer era una residencia situada en el vecindario Near North Side de Chicago, en el estado de Illinois (Estados Unidos). Fue construida entre 1882 y 1885 frente al Lago Míchigan, en el actual número 1350 N. de Lake Shore Drive y era la residencia privada más grande la ciudad. Fue diseñada por los arquitectos Henry Ives Cobb y Charles Sumner Frost de la firma Cobb and Frost, y se construyó para Bertha y Potter Palmer (un empresario que se enriqueció edificando inmuebles en State Street). La construcción de la Mansión Palmer en Lake Shore Drive impulsó el establecimiento del vecindario de "Gold Coast", que sigue siendo una de las comunidades más prósperas de la ciudad. La mansión fue demolida en 1950.

## Historia

### Construcción

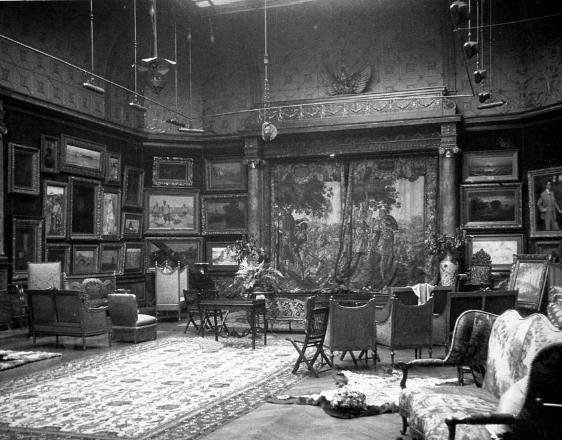
La gran colección de pinturas de Bertha Palmer incluía obras de Claude Monet, Edgar Degas, Pierre-Auguste Renoir y Pablo Picasso

En el momento de la construcción de la mansión, Potter Palmer ya era responsable de gran parte del desarrollo de State Street. Después del Gran incendio de Chicago de 1871, los edificios de la zona quedaron destruidos y Palmer fue nuevamente responsable de su remodelación. La construcción de la mansión comenzó en 1882 y su trabajo exterior se completó en 1883. Sin embargo, la decoración interior continuaría durante otros dos años.
Henry Ives Cobb y Charles Frost fueron elegidos como arquitectos. Los interiores se completaron bajo la dirección del arquitecto Joseph Lyman Silsbee. John Newquist, que ya había trabajado con Palmer en otras construcciones, fue elegido como contratista y constructor de escaleras. Aunque originalmente estaba presupuestado en 90 000 dólares, después de cinco años de construcción, la mansión le costaría a los Palmer más de un millón de dólares. 

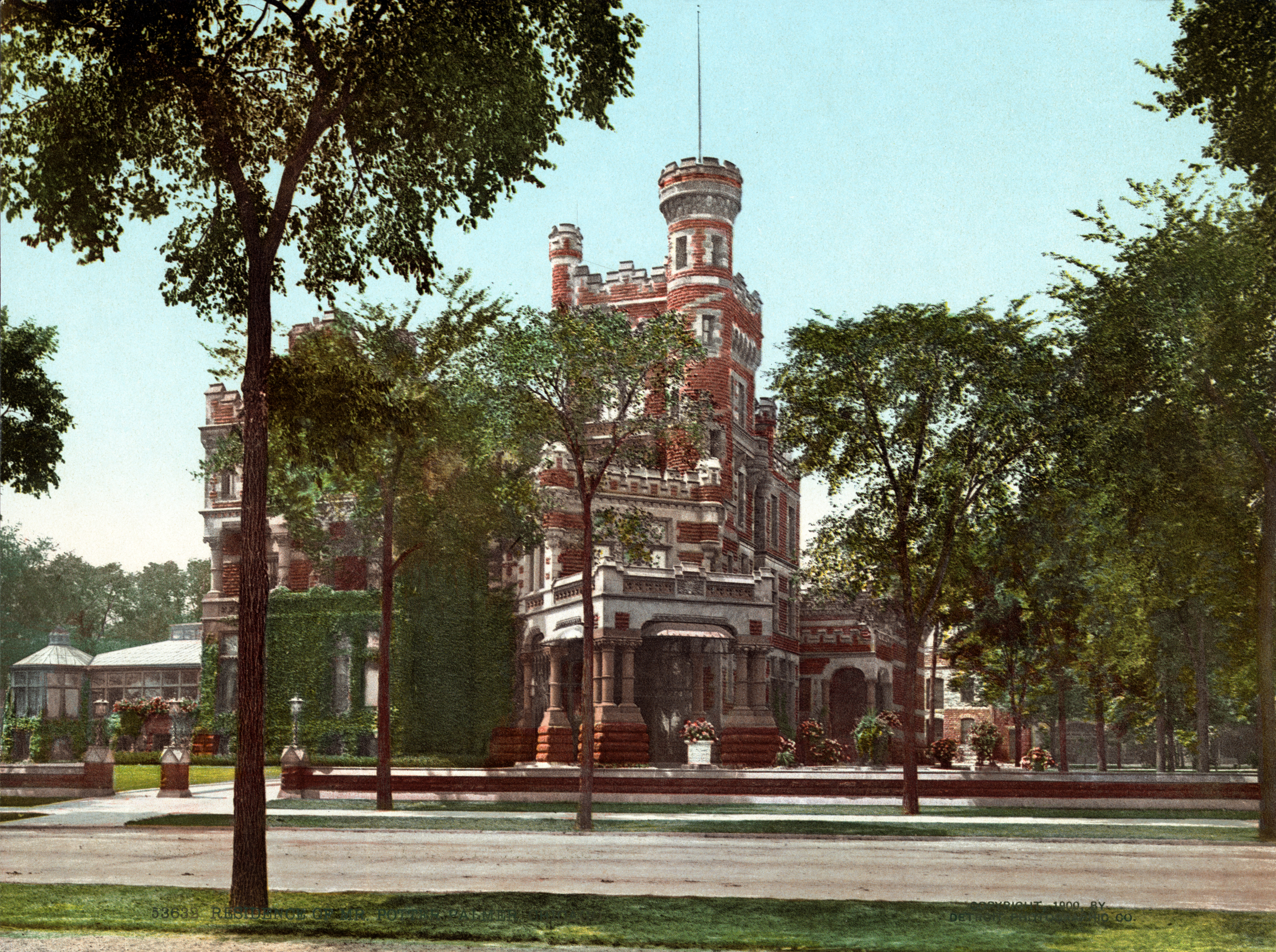
Arthur Meeker, Jr. llamó a la mansión un "castillo de peces de colores de color hígado". Impresión fotocromática, 1900.

La Mansión Palmer se utilizó para muchas reuniones sociales, incluido el entretenimiento del ex presidente de los Estados Unidos, Ulysses S. Grant, durante su visita a la ciudad, y recepciones durante la Exposición Mundial Colombina de 1893, en la que Bertha Palmer fue una de las principales planificadoras y promotoras. Los Palmer también recibieron a muchos otros invitados, entre ellos: otros dos presidentes de Estados Unidos, James A. Garfield, aunque no en la Mansión Palmer si se construyó en 1882-1883 cuando fue asesinado en 1881, y William McKinley; el duque y la duquesa de Veragua; el príncipe de Gales, que más tarde se convertiría en el Eduardo VII; así como la princesa española Infanta Eulalia.

### Posterior propiedad y demolición

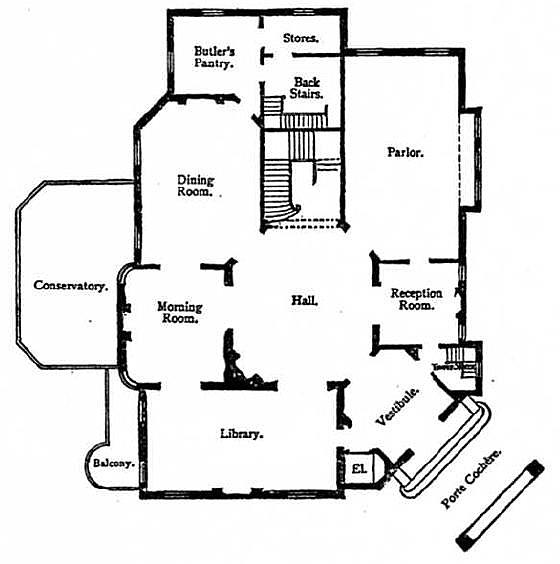
Plano del primer piso de la Mansión Palmer

Cuando Potter Palmer murió en la mansión en 1902, dejó a su esposa con una fortuna de 8 millones de dólares. Después de su muerte, Bertha Palmer continuó residiendo en la casa, así como en las casas que mantuvo en Londres y París, hasta que murió en su residencia de invierno en Osprey. Ella invirtió mucho en bienes raíces en Florida, donde desarrolló granjas, lecherías y ranchos ganaderos que administraba ella misma.
Incluso con estas grandes inversiones en tierras, parlamentó la fortuna en casi el doble de lo que le quedaba y, en 1918, legó una propiedad de 15 millones de dólares a sus hijos Honoré y Potter Palmer, Jr., quienes vendieron la mansión de Chicago en julio de 1928 por 3 millones de dólares, para el industrial Vincent Hugo Bendix, quien había inventado un motor de arranque para automóvil. Potter Palmer, Jr. y su esposa abandonaron la propiedad en abril de 1930.
Bendix cambió el nombre de la propiedad a "The Bendix Galleries", después de agregar pinturas de Rembrandt y Howard Chandler Christy a la antigua colección de arte de Bertha Palmer. Mientras residía dentro de la mansión, modernizó el ascensor e instaló una silla de barbero para su propio uso.
Vincent Bendix contempló arrasar la mansión para construir un hotel de cincuenta pisos en el lugar, a un costo estimado de 25 millones de dólares. Sin embargo, el proyecto nunca se puso en marcha y la propiedad se vendió al hijo de Potter Palmer en 1933 por 2 millones de dólares, el monto de la hipoteca del edificio. La mansión estuvo vacía durante años hasta que fue demolida en 1950, para ser reemplazada por dos edificios de apartamentos de 22 pisos que albergan a 740 familias. 
La galería de pintura de la mansión, que incluye obras de los pintores franceses Claude Monet, Pierre-Auguste Renoir y Edgar Degas que fueron coleccionadas por Bertha Palmer, fue transferida al Instituto de Arte de Chicago, y los muebles se vendieron.

## Arquitectura

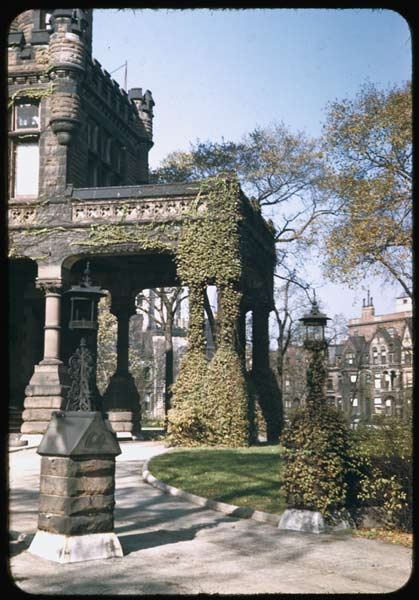
Entrada de la mansión

La Mansión Palmer fue diseñada por los arquitectos Henry Ives Cobb y Charles Sumner Frost, con lujosos interiores ejecutados bajo la supervisión de Joseph Lyman Silsbee. Los arquitectos se refirieron a su estilo arquitectónico como románico temprano o gótico normando. Alternativamente, la mansión supuestamente se basó en un castillo alemán.
La mansión presentaba un salón central de estilo italianizante de tres pisos bajo una cúpula de vidrio. Otras salas se terminaron en una variedad de estilos históricos: un salón Luis XVI, una sala india, una sala otomana, una biblioteca renacentista, una sala de música española, un comedor inglés con capacidad para cincuenta y una sala morisca, las alfombras de que estaban saturados de perfumes. Una colección de pinturas, recopilada por Bertha Palmer, adornaba el gran salón de baile de la mansión, de 23 m largo. Los murales de la habitación en el friso sobre ellos fueron de Gabriel Ferrier.
El exterior de la mansión incluía muchas torretas y minaretes, y en el interior, una escalera de caracol sin un soporte central, elevándose 24,4 m en la torre central. Dos ascensores también daban servicio al edificio. Los Palmer construyeron las puertas exteriores de su mansión específicamente sin cerraduras ni pomos, de modo que la única forma de entrar era ser admitido desde el interior.